# Gare de Saint-Ghislain
La gare de Saint-Ghislain est une gare ferroviaire belge de la ligne 97, de Mons à Quiévrain (frontière), située à proximité du centre-ville de Saint-Ghislain dans la province de Hainaut en Région wallonne.
Elle est mise en service en 1842 par l'administration des chemins de fer de l'État belge. C'est une gare de la Société nationale des chemins de fer belges (SNCB) desservie par des trains Intercity (IC), Omnibus (L) et d’Heure de pointe (P).

## Situation ferroviaire
Établie à 25 mètres d'altitude, la gare de Saint-Ghislain est située au point kilométrique (PK) 9,100 de la ligne 97, de Mons à Quiévrain (frontière), entre les gares ouvertes de Quaregnon et de Boussu. C'est une gare de bifurcation, origine de la ligne 78, de Saint-Ghislain à Tournai, avant la gare de Ville-Pommerœul.

## Histoire
La « station de Saint-Ghislain » est inaugurée le 7 août 1842 par l’Administration des chemins de fer de l’État belge, lors de l’inauguration de la section de Mons à Quiévrain de la ligne de Mons à Valenciennes.

### Prémices
Douze ans auparavant, avant l’indépendance de la Belgique, les charbonnages du Grand-Hornu mirent en service un chemin de fer à traction chevaline de 1 800 m reliant leur triage au canal de Mons à Condé ; cette petite ligne qui passait à 1 km de la gare de Saint-Ghislain est la plus ancienne ligne ferroviaire de Belgique ; elle disparaît en 1901.
Une seconde ligne industrielle desservait Saint-Ghislain avant 1842. Il s'agit d'une ligne mise en service le 17 juillet 1840 qui reliait Warquignies au canal de Mons à Condé. Elle appartenait au Chemin de fer de St. Ghislain.
Saint-Ghislain fut choisie pour être une des stations de la ligne du midi (de Bruxelles à la frontière de France) du système des Chemins de fer de l’État belge, tel que décidé par l’arrêté royal du 28 août 1838.

### Inauguration
La gare est mise en service le 7 août 1842, simultanément avec la ligne de Mons à Quiévrain de la ligne de l'État belge ; elle sera prolongée vers Valenciennes le 14 novembre de cette même année.

### Extension du réseau
La ligne de Warquignies au canal de Mons à Condé (actuelles lignes 99 et 245) fut reliée au réseau de l’État.
La « station de Saint-Ghislain » est l'origine de la ligne de Gand à Saint-Ghislain de la Compagnie du chemin de fer Hainaut et Flandres, concédée par l’arrêté royal du 30 août 1856. Le 25 octobre 1859, le ministre des travaux publics visite le chantier de construction de la station. Il constate que l'ensemble, des parcelles constituant les plus de 6 ha de l'emprise ferroviaire, sont déjà la propriété de la compagnie. Le chantier est ouvert, il est actuellement en phase remblayage, sur un total 72 000 mètres cubes nécessaires, 42 000 mètres cubes sont présents sur le site.
La ligne de Gand (De Pinte) à Saint-Ghislain est finalement inaugurée sur toute sa longueur entre le 15 février 1861 et le 1er septembre 1861. La Compagnie du Hainaut-Flandres construit à proximité du bâtiment de la gare un dépôt de locomotives (capable d’accueillir 10 locomotives) ainsi qu'une halle à marchandises et un bâtiment administratif.
D'autres lignes ferroviaires se rajoutèrent autour de Saint-Ghislain :
- Le 10 décembre 1867, la Compagnie des chemins de fer des bassins houillers du Hainaut met en service la ligne de Saint-Ghislain à Frameries via Flénu (actuelle ligne 102) ;
- En 1870, quelques mois avant le rachat par l’État belge, la Société générale d'exploitation, qui a repris le Chemin de fer Hainaut-Flandres et celui des bassins houillers réalise la seconde branche du réseau Hainaut-Flandres, de Péruwelz à Tournai (actuelle ligne 78) ;
- Le 1er mars 1876, la Compagnie de Saint-Ghislain à Erbisœul inaugure une ligne vers Erbisœul (rattachée par la suite à la ligne 90) ; cette petite compagnie fut nationalisée en 1879 ;
- En 1879, l’État belge met en service la ligne de Saint-Ghislain à Maffle (actuelle ligne 100).

Saint-Ghislain se retrouve au centre d'un nœud ferroviaire très dense. De vastes installations sont réalisées pour le triage des wagons de marchandises et leur répartition vers les différentes destinations ; le dépôt de locomotives se développe et un atelier de réparation des wagons est créé.

### Nouveau bâtiment
Le 27 février 1889, à la bourse de Bruxelles, a lieu l'adjudication pour la construction d'un nouveau bâtiment des recettes pour un montant prévu de 113 047 fr et 31 centimes avec un cautionnement de 3 000 fr.

### XXesiècle
En avril et mai 1944, Saint-Ghislain est bombardée à plusieurs reprises par les avions alliés. La ville et les installations ferroviaires sont ravagées.
Dans les années 1960, le dépôt de Mons est fermé et ses activités sont reportées à Saint-Ghislain. Le dépôt de locomotives de Saint-Ghislain ferma à son tour.
La ligne 97 est électrifiée entre Mons et Saint-Ghislain en 1964 ; la ligne 78 fut électrifiée sur toute sa longueur en 1982 et il faudra attendre 1995 pour que survienne l'électrification de la ligne 97 entre Saint-Ghislain et Quiévrain.
En dehors des lignes 97 et 78, les petites lignes autour de Saint-Ghislain fermèrent progressivement au trafic des voyageurs ; le déclin des charbonnages, des industries locales et la prise d'importance du transport routier entraînèrent progressivement la fermeture totale de ces lignes. Actuellement, seules subsistent les lignes 97 et 78 ainsi qu'une partie de la ligne 100.
Le déclin du trafic des marchandises a entraîné la désaffectation de plusieurs des anciens faisceaux à marchandises.

## Service des voyageurs

### Accueil
Gare SNCB, elle dispose d'un bâtiment voyageurs, avec guichet, ouvert tous les jours. Des aménagements, équipements et services sont à la disposition des personnes à la mobilité réduite. Un buffet est présent en gare.

### Desserte

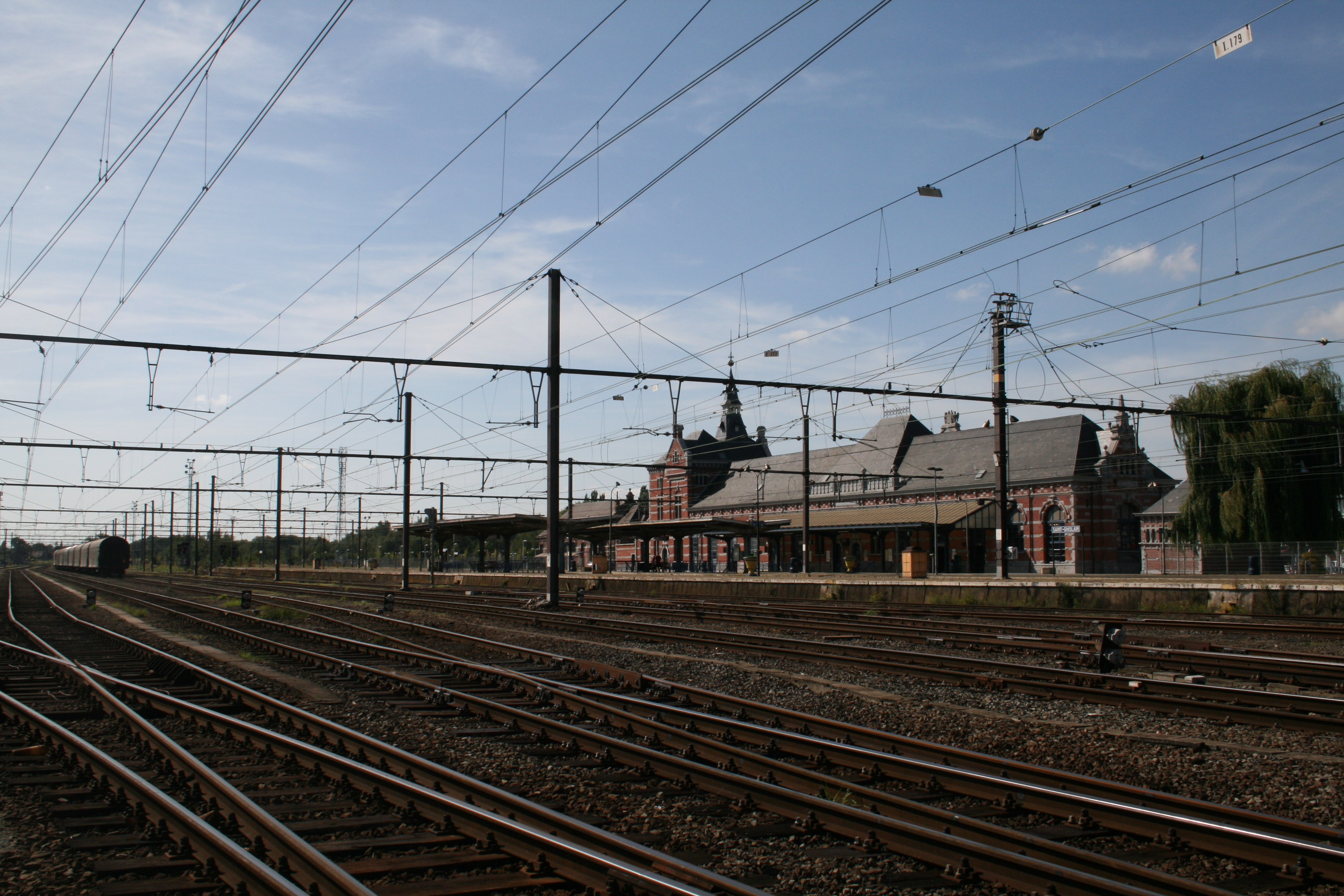
Intérieur de la gare.

Saint-Ghislain est desservie par des trains Intercity (IC), Omnibus (L) et d’Heure de pointe (P) de la SNCB, qui effectuent des missions sur les lignes 78 (Mons - Tournai - Lille-Flandres) et 97 (Saint-Ghislain - Quiévrain).
En semaine, la gare possède trois dessertes régulières cadencées toutes les heures :
- Des trains IC-14 reliant Quiévrain à Liège via Bruxelles ;
- Des trains IC-19 reliant Lille ou Tournai à Namur via Charleroi et La Louvière ;
- Des trains L reliant Quévy à Tournai via Mons (certains étant prolongés jusque Mouscron).

Aux heures de pointe, cette offre est complétée par quatre paires de trains P Mons - Tournai ; deux trains P Ath - Tournai ; deux paires de trains P Schaerbeek - Quiévrain / Saint-Ghislain ; un train P Quiévrain - Saint-Ghislain et un Mons - Quiévrain.
Les week-ends et jours fériés, la desserte est constituée de trains IC-25 Mouscron - Liers via La Louvière, Charleroi et Namur ainsi que de trains Quiévrain - Mons.
Lors des vacances d'été, un train ICT aller-retour Charleroi-Central - Blankenberge (via La Louvière, Mons, Tournai, Mouscron et Bruges) est mis en place tous les jours de la semaine.

### Intermodalité

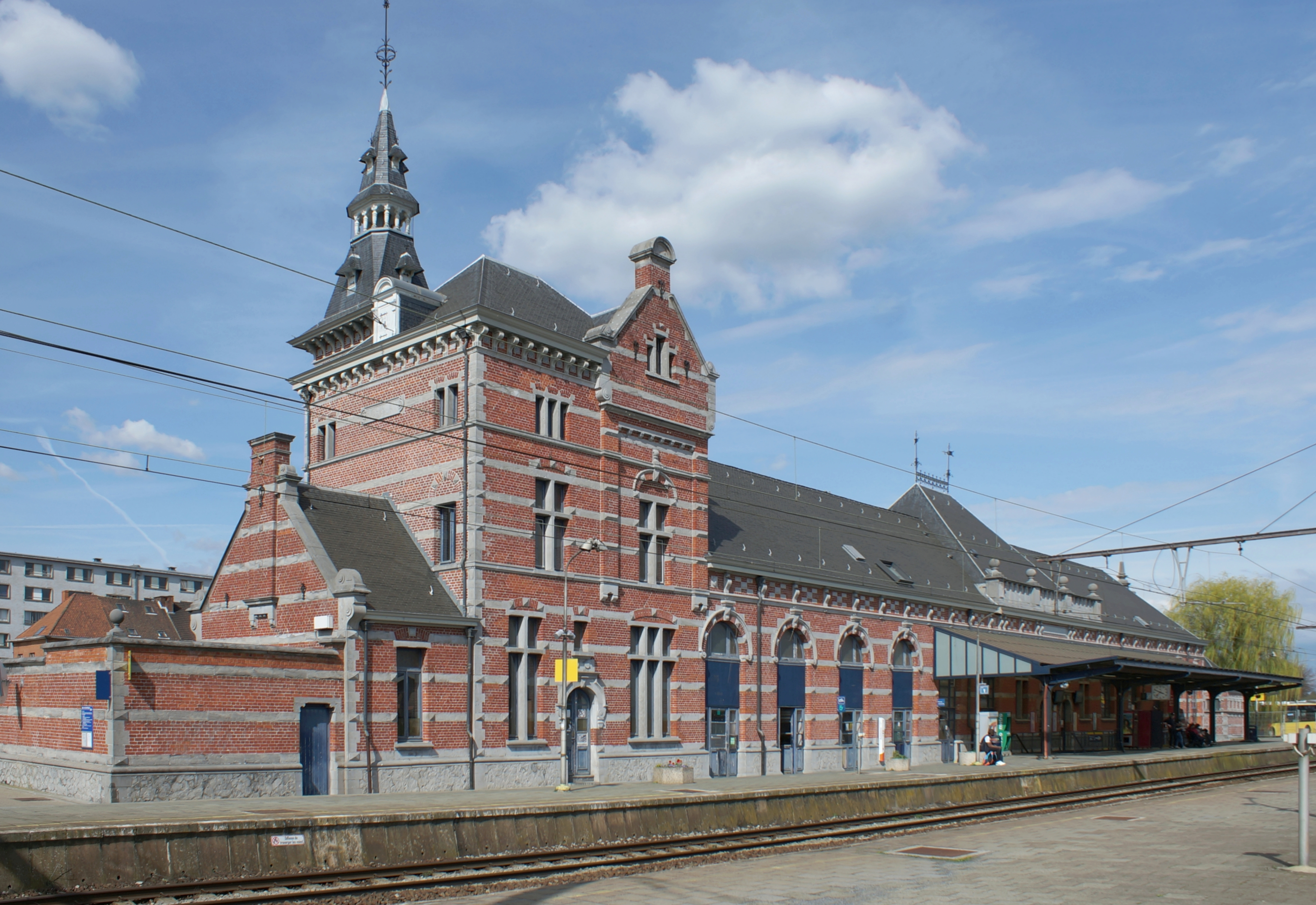
Bâtiment de la gare, côté voies.

Un parking pour les vélos et un parking pour les véhicules y sont aménagés.

## Comptage voyageurs
Ce graphique et tableau montre le nombre de voyageurs embarquant en moyenne durant la semaine, le samedi et le dimanche.
| Nombre de passagers qui embarquent à la gare de Saint-Ghislain | Nombre de passagers qui embarquent à la gare de Saint-Ghislain | Nombre de passagers qui embarquent à la gare de Saint-Ghislain | Nombre de passagers qui embarquent à la gare de Saint-Ghislain |
|                                                                | Semaine                                                        | Samedi                                                         | Dimanche                                                       |
| -------------------------------------------------------------- | -------------------------------------------------------------- | -------------------------------------------------------------- | -------------------------------------------------------------- |
| 1977                                                           | 5 602                                                          | 1 309                                                          | 1 307                                                          |
| 1978                                                           | 6 320                                                          | 1 532                                                          | 1 274                                                          |
| 1979                                                           | 4 631                                                          | 1 339                                                          | 1 044                                                          |
| 1980                                                           | 5 000                                                          | 973                                                            | 1 050                                                          |
| 1981                                                           | 5 155                                                          | 971                                                            | 739                                                            |
| 1982                                                           | 5 019                                                          | 1 052                                                          | 925                                                            |
| 1983                                                           | 4 949                                                          | 1 141                                                          | 799                                                            |
| 1984                                                           | 4 335                                                          | 915                                                            | 825                                                            |
| 1985                                                           | 4 112                                                          | 856                                                            | 880                                                            |
| 1986                                                           | 4 225                                                          | 915                                                            | 896                                                            |
| 1987                                                           | 3 339                                                          | 854                                                            | 697                                                            |
| 1988                                                           | 4 239                                                          | 1 191                                                          | 1 021                                                          |
| 1989                                                           | 4 695                                                          | 1 020                                                          | 972                                                            |
| 1990                                                           | 4 136                                                          | 1 105                                                          | 813                                                            |
| 1991                                                           | 4 076                                                          | 1 199                                                          | 971                                                            |
| 1992                                                           | 4 364                                                          | 1 186                                                          | 1 097                                                          |
| 1993                                                           | 4 071                                                          | 985                                                            | 721                                                            |
| 1994                                                           | 4 239                                                          | 975                                                            | 804                                                            |
| 1995                                                           | 2 384                                                          | 586                                                            | 575                                                            |
| 1996                                                           | 2 668                                                          | 35                                                             | 787                                                            |
| 1997                                                           | 2 469                                                          | 613                                                            | 624                                                            |
| 1998                                                           | 2 291                                                          | 510                                                            | 389                                                            |
| 1999                                                           | 2 293                                                          | 617                                                            | 468                                                            |
| 2000                                                           | 2 177                                                          | 639                                                            | 579                                                            |
| 2001                                                           | 1 947                                                          | 606                                                            | 472                                                            |
| 2002                                                           | 1 916                                                          | 486                                                            | 458                                                            |
| 2003                                                           | 2 067                                                          | 489                                                            | 439                                                            |
| 2004                                                           | 1 962                                                          | 590                                                            | 565                                                            |
| 2005                                                           | 2 071                                                          | 524                                                            | 438                                                            |
| 2006                                                           | 2 179                                                          | 488                                                            | 553                                                            |
| 2007                                                           | 2 212                                                          | 768                                                            | 730                                                            |
| 2008                                                           | -                                                              | -                                                              | -                                                              |
| 2009                                                           | 2 116                                                          | 534                                                            | 434                                                            |
| 2010                                                           | -                                                              | -                                                              | -                                                              |
| 2011                                                           | -                                                              | -                                                              | -                                                              |
| 2012                                                           | 2 121                                                          | 503                                                            | 530                                                            |
| 2013                                                           | 2 378                                                          | 822                                                            | 839                                                            |
| 2014                                                           | 1 752                                                          | 779                                                            | 739                                                            |
| 2015                                                           | 2 269                                                          | 512                                                            | 995                                                            |
| 2016                                                           | 2 088                                                          | 647                                                            | 573                                                            |
| 2017                                                           | 2 378                                                          | 607                                                            | 450                                                            |
| 2018                                                           | 2 317                                                          | 736                                                            | 633                                                            |
| 2019                                                           | 2 015                                                          | 624                                                            | 519                                                            |
| 2020                                                           | 1 426                                                          | 325                                                            | 267                                                            |
| 2021                                                           | -                                                              | -                                                              | -                                                              |
| 2022                                                           | 1 636                                                          | 594                                                            | 483                                                            |
| 2023                                                           | 1 895                                                          | 619                                                            | 532                                                            |
| 2024                                                           | 1 914                                                          | 545                                                            | 477                                                            |

## Patrimoine ferroviaire
Le second bâtiment de la gare a survécu à la Seconde guerre mondiale. Ce grand édifice de style Néo-Renaissance flamande a été rénové en 2019. À côté se trouve la halle à marchandises, bâtie dans le même style.
Association Patrimoine ferroviaire et tourisme a acquis en 1998 l’ancien atelier des wagons, construit après 1945, dans le but de le transformer en musée des chemins de fer « Rétrotrain ». Elle y héberge de nombreuses locomotives, voitures et autorails et procède à leur entretien et leur restauration.